# Antonio Mira de Amescua
Antonio Mira de Amescua foi um escritor e dramaturgo espanhol.
Foi filho natural de dois nobres solteiros, Melchor de Amescua y Mira (descendente dos conquistadores) e Beatriz de Torres Heredia. Estudou as primeiras letras em Guadix, aos dezesseis anos foi para Granada, e no colégio de San Miguel estudou leis e canones. Em 1600 foi prefeito de Guadix, contudo preferiu ordernar-se sacerdote em 1601.
Nomearam-no capelão dos reis católicos de Granada em 1609; em 1610, possivelmentem, entrou a serviço do Conde de Lemos e o acompanhou a Napoles, onde foi membro da Academia dos Otiosi. Regresssou a Espanha por volta de 1618, e se manteve por mais de dez anos em Madri, onde foi capelão do cardeal infante Don Fernando em 1619, descuidando de seus deveres eclesiásticos em Granada, o que lhe valeu alguns problemas com a hierarquia eclesiástica.
Após isto, trocou seus ofícios de capelão em Granada por outros em Madri; travou amizade com Luis de Góngora, Bernardo de Balbuena (escreveu o prólogo para o seu Siglo de Oro en las selvas de Erifile, uma novela pastoril), e ainda Lope de Vega, e Tirso de Molina. Todavia, recebendo novamente um cargo religioso em Guadix, retornou para lá novamente em 1632.
Na função teve violentos incidentes com sua cidade por causa de seu gênio demasiado irascível (esbofeteou um mestre-escola da catedral de Guadix); afora estes acontecimentos, gozou também de grande fama como escritor e foi frequentemente solicitado como examinador e prologuista de livros.

## Obras
- Amor, ingenio y mujer
- Cautela contra cautela
- Cuatro milagros de amor
- El amparo de los hombres
- El animal profeta
- El arpa de David
- El mártir de Madrid
- El más feliz cautiverio y Los sueños de Josef
- El rico avariento
- Examinarse de rey
- Hero y Leandro
- La adversa fortuna de Don Alvaro de Luna
- La confusión de Hungrí
- La hija de Carlos Quinto
- La judía de Toledo
- Las lises de Francia
- Lo que no es casarse a gusto
- Nardo Antonio, bandolero

### Teatro de Costumes
- La casa del tahúr
- La fénix de Salamanca
- La tercera de sí misma
- Lo que puede una sospecha
- No hay burlas con las mujeres

### Comedias Paladinas
- El palacio confuso.
- Galán valiente y discreto

### Historia da Espanha
- La desdichada Raquel
- No hay dicha ni desdicha hasta la muerte
- Obligar contra su sangre

### Historia Estrangeira
- El ejemplo mayor de la desdicha
- El primer conde de Flandes.
- La rueda de la fortuna
- Los carboneros de Francia

### Peças Religiosas
- El clavo de Jael
- El esclavo del demonio
- La mesonera del cielo
- Lo que puede el oír misa
- Los prodigios de la vara y capitán de Israel
- Vida y muerte de la monja de Portugal
- Vida y muerte de San Lázaro

### Autos Sacramentais
- El heredero
- El sol de medianoche
- La jura del príncipe
- Las pruebas de Cristo
- Pedro Telonario